# Satsop

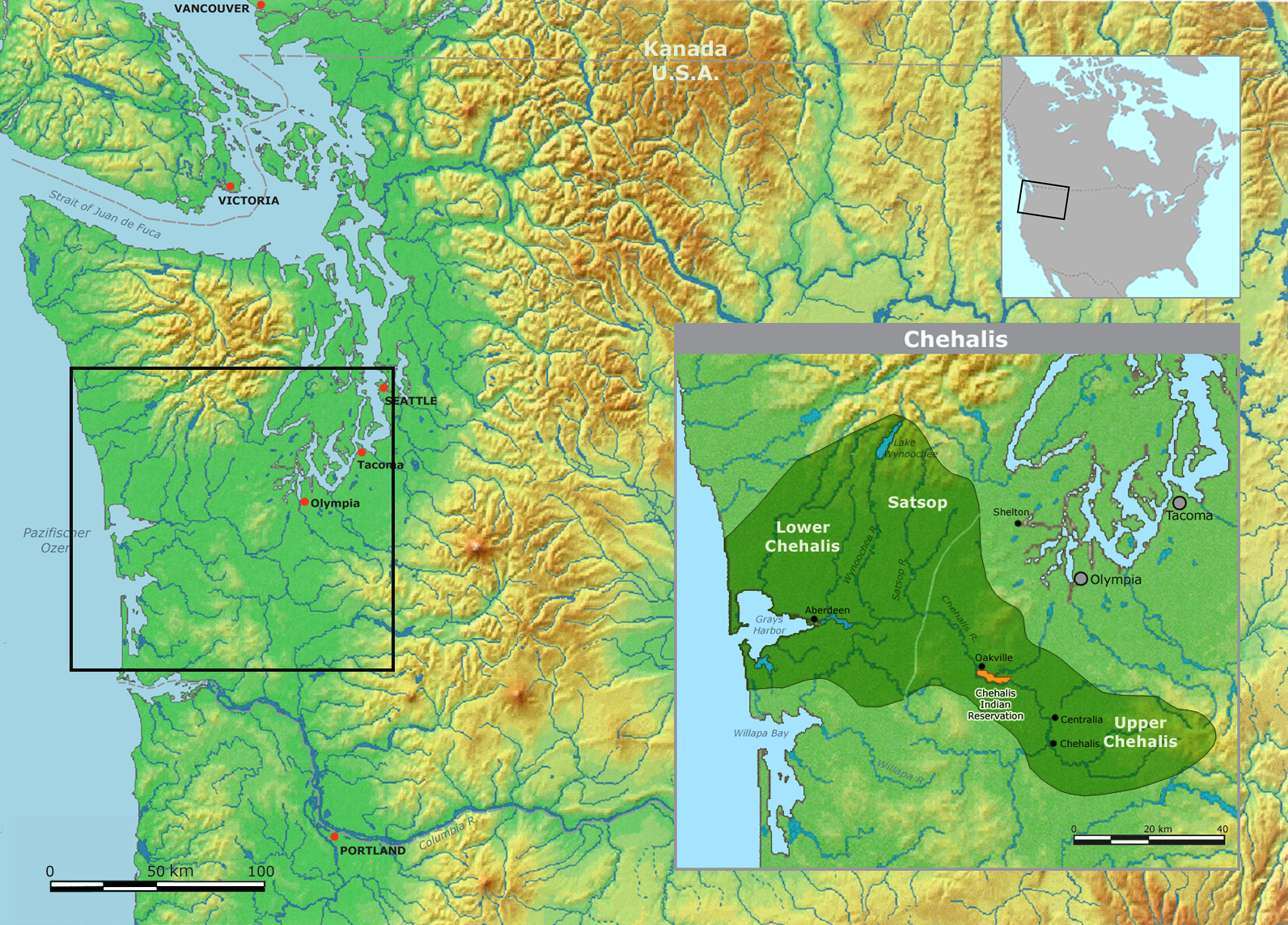
Traditionelles Territorium der Satsop und heutige Reservation im Nordwesten der USA

Die Satsop zählen zu den als Native Americans bezeichneten Indianern in den USA. Sie leben im Südwesten des Bundesstaats Washington und sind ein Teil der Chehalis Confederation of Tribes, sind aber nicht als Stamm (tribe) anerkannt. Sie standen den Lower Chehalis so nahe, dass manche Ethnologen sie zu einem Unterstamm erklärten. Sie bilden eine Dialektgruppe der südwestlichen Küsten-Salish, der manche eine erhebliche Selbstständigkeit zubilligten.
Die Lower Chehalis und die Satsop lebten am Satsop River. 

## Geschichte
Die Satsop lebten überwiegend von den Ressourcen des Meeres. Sie betätigten sich als Zwischenhändler und handelten landeinwärts mit Muscheln, Fischen und Robbenfett. Sowohl mit der Lewis-und-Clark-Expedition, als auch mit den Männern, die die Pacific Fur Company nach Fort Astoria geschickt hatte, nahmen die Lower Chehalis, und mit ihnen wohl die Satsop, Anfang des 19. Jahrhunderts Handelskontakte auf. 1846 setzten die USA ihre Ansprüche auf das Gebiet gegenüber Großbritannien durch, die bis dahin dominierende Hudson’s Bay Company musste abziehen.
1855 begannen Verhandlungen zwischen Gouverneur Isaac Ingalls Stevens und den Lower Chehalis sowie weiteren Stämmen. Jedoch kam man zu keinem Ergebnis. Dennoch trat die Regierung gegenüber der Chehalis Confederation of Tribes so auf, als existierte ein Vertrag und als sei die Gruppe eine „Stammeskonföderation“. 
Ab 1864 entstand ein 4.224,63 Acre großes Reservat für die Chehalis um Oakville im Chehalis County, dem späteren Grays Harbor. Zwei Jahre später lebten 230 Chehalis in dem Gebiet, 1855 hatten hier insgesamt noch rund 5.000 Indianer gelebt. Ursache dieses Bevölkerungszusammenbruchs waren Epidemien wie Pocken, Masern, Grippe.
Präsident Abraham Lincoln unterzeichnete 1862 den Homestead Act, der Land zu „Heimstätten“ erklärte und damit ab 1866 das Land der Chehalis zur Privatisierung freigab. 
1906 reichte der Stamm mehrere Petitionen an die Bundesregierung ein, um Entschädigung für das verlorene Land zu erhalten. Mit der Behauptung, die Chehalis hätten den Vertrag von Tansey Point von 1851 unterzeichnet, wurden sie jedoch abgewiesen. Doch waren diese Verträge vom Oregon Superintendent of Indian Affairs Anson Dart ohne ihr Beisein aufgesetzt worden. 1909 wurden Teile des Reservats zu öffentlichen Zwecken eingezogen. 
1951 klagten die Lower Chehalis mit anderen Stämmen gegen die Enteignung ihres Gebiets. Ihnen gelang die Anerkennung der konföderierten Stämme der Chehalis als Rechtsnachfolger der früheren Stämme, also auch der Satsop.

## Das Reservat
Das Reservat der Chehalis liegt im Südosten des Grays Harbor County und erstreckt sich bis zum Thurston County. Sein Umfang beträgt ca. 17 km², davon ist nur ein halbes Prozent (24 Acre) im Besitz des Stammes, weitere 7,1 km² in indianischem Privatbesitz. Im Reservat leben heute die Chehalis Confederated Tribes, die sich aus den Lower und Upper Chehalis, den Cowlitz und den Wahkiakum zusammensetzen. Im Jahr 2000 lebten 691 Menschen im Reservat.